# Брендан Макг'ю
Брендан Макг'ю (англ. Brendan McHugh, 11 квітня 1990) — американський плавець. Учасник Чемпіонату світу з водних видів спорту 2015, де в попередніх запливах на дистанції 50 метрів брасом посів 18-те місце і не потрапив до півфіналів.